# For Everyman
For Everyman är ett musikalbum av Jackson Browne som lanserades 1973 på Asylum Records. Albumet blev kommersiellt sett något framgångsrikare än hans självbetitlade debutalbum, men innehöll till skillnad från det ingen större hitsingel. Singeln "Redneck Friend" nådde endast plats 85 på Billboard Hot 100. Albumet var det första Jackson Browne-album som David Lindley medverkade på. Han medverkade på alla Brownes album fram till Hold Out 1980. Bland övriga gästartister på albumet kan nämnas David Crosby, Bonnie Raitt, Joni Mitchell och Glenn Frey. Browne skrev tillsammans med Frey låten "Take It Easy" som blev debutsingel för The Eagles 1972, och Brownes inspelning ingick på detta album. År 2003 blev skivan listad som #457 i magsinet Rolling Stones lista The 500 Greatest Albums of All Time.

## Låtlista
(Alla låtar skrivna av Jackson Browne, utom spår ett som skrevs tillsammans med Glenn Frey)
1. "Take It Easy" – 3:39
2. "Our Lady of the Well" – 3:51
3. "Colors of the Sun" – 4:26
4. "I Thought I Was a Child" – 3:43
5. "These Days" – 4:41
6. "Redneck Friend" – 3:56
7. "The Times You've Come" – 3:39
8. "Ready or Not" – 3:33
9. "Sing My Songs to Me" – 3:25
10. "For Everyman" – 6:20

## Listplaceringar
- Billboard 200, USA: #43[1]